# Honfi Károlyné
Honfi Károlyné, születési neve Gurszky Lujza, (Budapest, 1933. április 16. – Budapest, 2010. október 10.) magyar sakkozó, női nemzetközi mester, női levelezési nemzetközi mester, sakkolimpiai ezüstérmes, magyar bajnok, vegyészmérnök. Az 1950-es, 1960-as évek magyar női sakkozásának egyik kiemelkedő alakja.
Használják még vele kapcsolatban leánykori nevét (Gurszky Lujza), a Honfi Lujza, valamint a Honfi-Gurszky Lujza nevet is.

## Élete és sakkpályafutása
A Budapest Műszaki Egyetemen 1956-ban vegyészmérnöki oklevelet szerzett. 1956/58 között a Vénusz Kozmetikai Gyár munkatársa, 1958/59-ben laborvezető a Solymári Műanyag Ktsz-ben, 1959 és 1988 között a MÁV-nál dolgozott laboratóriumban, anyagvizsgáló, illetve minőségi anyagátvevő mérnök volt.
A Vasútépítők SC-ben játszott egészen visszavonulásáig. Hivatása mellett sakkozott, és 2 gyermeket nevelt fel. Összetartotta a családot és biztosította férje, Honfi Károly (1930–1996) nemzetközi sakknagymester számára a nyugodt családi hátteret ahhoz, hogy kimagasló eredményeket érhessen el. Férjével való házasságáról így vall: „Gyakorlatilag egész életünket ennek a közös őrületnek, a sakkjátéknak a jegyében éltük le, úgy hogy egyetlen hangos szó nem volt közöttünk.”
A női nemzetközi mesteri címet 1969-ben szerezte meg. 1977-ben kapta meg a levelezési női nemzetközi mesteri címet.

## Részvételei a sakkolimpiákon
1969-ben Ivánka Máriával és Verőci Zsuzsával tagja volt annak a magyar női válogatott csapatnak, amely történetében először érmet szerzett sakkolimpián.

## Levelezési sakkeredményei
Két levelezési sakkolimpián volt a magyar válogatott tagja. 1980–1986 között a II. levelezési sakkolimpián, valamint 1986–1992 között a III. levelezési sakkolimpián, amelyen a csapat első táblásaként járult hozzá ahhoz, hogy a magyar válogatott bronzérmet szerzett.
1984–1992 között bejutott a IV. női egyéni levelezési világbajnokság döntőjébe, ahol a 8. helyet szerezte meg.

## Szereplései amagyar bajnokságokon
1952–1982 között 29 magyar bajnoki döntőben vett részt, amellyel csúcstartó. Sem a férfiak, sem a nők között senki nem került be ennyi alkalommal a bajnokság döntőjébe. Finta Erzsébet volt még, aki ennyi bajnoki döntőben játszott. Az aranyérmet 1 alkalommal sikerült megszerezni, 1961-ben. Négyszer volt 2. helyezett, egy alkalommal pedig bronzérmes.
- 1952: 3. helyezés
- 1953: 9-10. helyezés
- 1954: 6. helyezés
- 1955: 3-5. helyezés[10]
- 1956: 5-6. helyezés
- 1957: 4-7. helyezés
- 1958: 8. helyezés
- 1959: 2. helyezés
- 1960: 3-4. helyezés
- 1961: 1. helyezés, magyar bajnok[11][12]
- 1962: 7. helyezés
- 1963: 2. helyezés
- 1964: 2. helyezés
- 1965: 9-11. helyezés
- 1966: 8. helyezés
- 1968: 2. helyezés
- 1970: 5-6. helyezés (1969-es bajnokság)
- 1970: 8-9. helyezés
- 1971: 9. helyezés
- 1972: 6. helyezés
- 1973: 4. helyezés
- 1974: 6-8. helyezés
- 1975: 9-10. helyezés
- 1976: 8. helyezés
- 1977: 15-16. helyezés
- 1978: 6-7. helyezés
- 1979: 6-7. helyezés
- 1981: 6. helyezés
- 1982: 11-13. helyezés